# Gabriel Chanteau
Gabriel Marie Jacques François Chanteau, né à Nantes le 13 mai 1874 et mort à Crozon le 11 septembre 1955, est un peintre français.
Il est le frère jumeau du peintre Alphonse Chanteau (1874-1958). Les deux frères épouseront deux sœurs jumelles le même jour en 1906 à Paris.

## Biographie

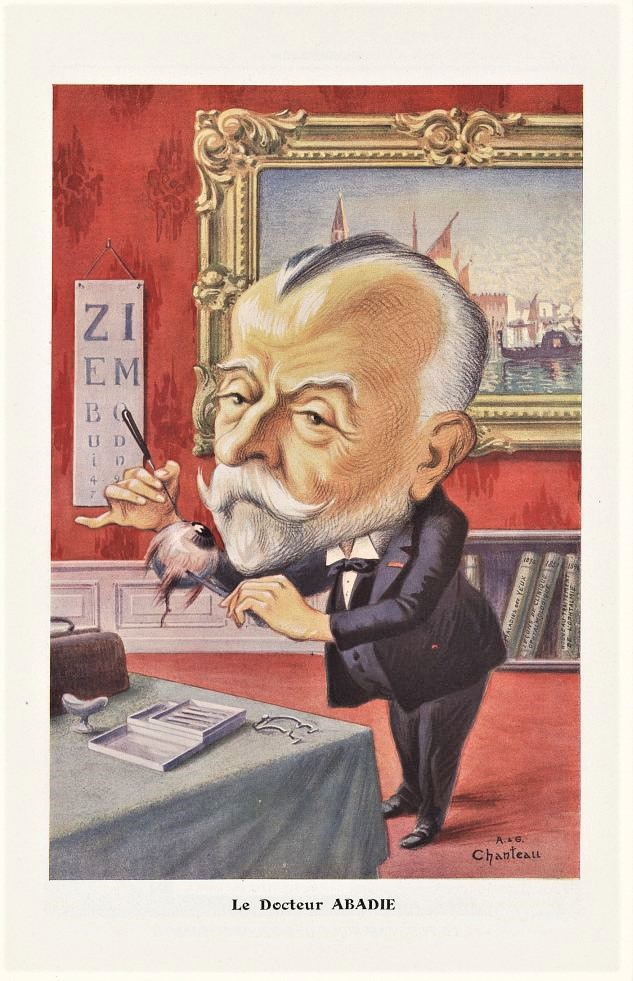
Caricature du docteur Charles Abadie par Alphonse et Gabriel Chanteau en 1914.

D'une famille originaire de la région d'Angers, Gabriel Chanteau étudie à l’École municipale Bernard-Palissy puis à l'école nationale des beaux-arts où il est élève de Luc-Olivier Merson et d'Albert Besnard. 
On lui doit des portraits, des portraits-charges et de la peinture décorative mais est surtout connu pour ses marines. 
Peintre officiel de la Marine, il reçoit une médaille de l'Union centrale des arts décoratifs ainsi que de la Société d'encouragement à l'art et à l'industrie, et expose au Salon de la Société nationale des beaux-arts ainsi que dans de nombreuses galeries de l'Ouest et du Midi de la France. 
Gabriel Chanteau a aussi dessiné de nombreuses illustrations pour des ouvrages de bibliophilie. 
Ses œuvres étaient conservées à l'hôtel de la Croix de guerre à Angers et au musée des Beaux-Arts de Nantes.